# クラウドハーツ
株式会社クラウドハーツ（英: CLOUDHEARTS Inc.）は、かつて存在した日本のアニメ制作会社。株式会社横浜アニメーションラボのグループ会社であった。

## 歴史
2017年、横浜アニメーションラボ（YAL）の制作スタジオとして「クラウドハーツ（クラウドハーツスタジオ）」を設立し活動開始。同社との共同名義「YAL/CH.st」でパインジャムなどからグロス請けを行う。
2021年6月、クラウドハーツスタジオを「株式会社クラウドハーツ」として分社し法人化。代表取締役にはマッドハウス出身のプロデューサーである中谷諭史が就任し、YAL代表取締役の大上裕真も取締役として経営に参加した。
その後はYALと共同で元請けの実績を積むも、2024年4月より放送された『ささやくように恋を唄う』では当初予定されていた監督が体調不良により降板したほか、第11・12話が制作上の都合により放送延期となった。同年10月末にはクラウドハーツの公式サイトがドメインの有効期限切れにより閲覧不能となった。
2024年12月18日、東京地方裁判所にて破産手続きが開始され、事業停止となった。
事業停止後、『ささやくように恋を唄う』第11・12話が同年12月28日に放送・配信されたが、クレジットからはクラウドハーツの名称は削除された。また、同作のBlu-rayのリリースも全巻中止となっている。
2025年4月28日、清算の結了等を理由として登記記録を閉鎖し、法人格が消滅した。

## 作品履歴

### テレビアニメ
| 開始年 | 放送期間    | タイトル                                               | 監督           | シリーズ構成   | アニメーション プロデューサー | 原作      | 備考                                             |
| ------ | ----------- | ------------------------------------------------------ | -------------- | -------------- | ----------------------------- | --------- | ------------------------------------------------ |
| 2023年 | 1月 - 3月   | 冰剣の魔術師が世界を統べる                             | たかたまさひろ | たかたまさひろ | 中谷諭史                      | 小説      | アニメーション制作統括：横浜アニメーションラボ   |
| 2023年 | 7月 - 9月   | 聖者無双〜サラリーマン、異世界で生き残るために歩む道〜 | 玉川真人       | 大知慶一郎     | 中谷諭史                      | 小説 漫画 | 共同制作：横浜アニメーションラボ                 |
| 2023年 | 10月 - 12月 | レヱル・ロマネスク2                                    | 箙みちる       | 進行豹         | 大上裕真                      | ゲーム    | 共同制作：横浜アニメーションラボ                 |
| 2024年 | 4月 - 6月   | THE NEW GATE                                           | 中津環         | 内田裕基       | 大上裕真                      | 小説      | 共同制作：横浜アニメーションラボ                 |
| 2024年 | 4月 - 6月   | ささやくように恋を唄う                                 | 真野玲         | 内田裕基       | 大上裕真                      | 漫画      | 第1話 - 第10話、共同制作：横浜アニメーションラボ |

### Webアニメ
| 配信年 | タイトル        | 監督     | アニメーション プロデューサー | 原作     | 備考                                           |
| ------ | --------------- | -------- | ----------------------------- | -------- | ---------------------------------------------- |
| 2021年 | 月曜日のたわわ2 | 小川優樹 | 中谷諭史                      | イラスト | アニメーション制作統括：横浜アニメーションラボ |

### その他
| 年     | タイトル                                                                      | 備考               |
| ------ | ----------------------------------------------------------------------------- | ------------------ |
| 2022年 | 【ウタ from ONE PIECE FILM RED】新時代 Ado /Covered by 石黒千尋【歌ってみた】 | イラストレーション |
| 2022年 | DEathMAtCH〜リアルに恋してる〜                                                | 協力               |